# Фенербахче (спортивний клуб)
Фенербахче́ (тур. Fenerbahçe Spor Kulübü)— турецький спортивний клуб зі Стамбулу, заснований місцевими жителями у 1907 році.
До складу клубу входять  футбольна, волейбольна і баскетбольнуа команди, а також секції легкої атлетики, боксу, веслування і вітрильного спорту. Назву отримав завдяки одному з районів міста.
Фенербахче є одним з найбільш успішних і відомих клубів Туреччини.
Завдяки традиційним кольорам, клуб отримав прізвисько «Жовті Канарки» (тур. Sarı Kanaryalar).
Домашні матчі команда проводить на стадіоні «Шюкрю́ Сараджолу́» (тур. Fenerbahçe Şükrü Saracoğlu Stadyumu), що розташований в азійській частині Стамбула.

## Історія

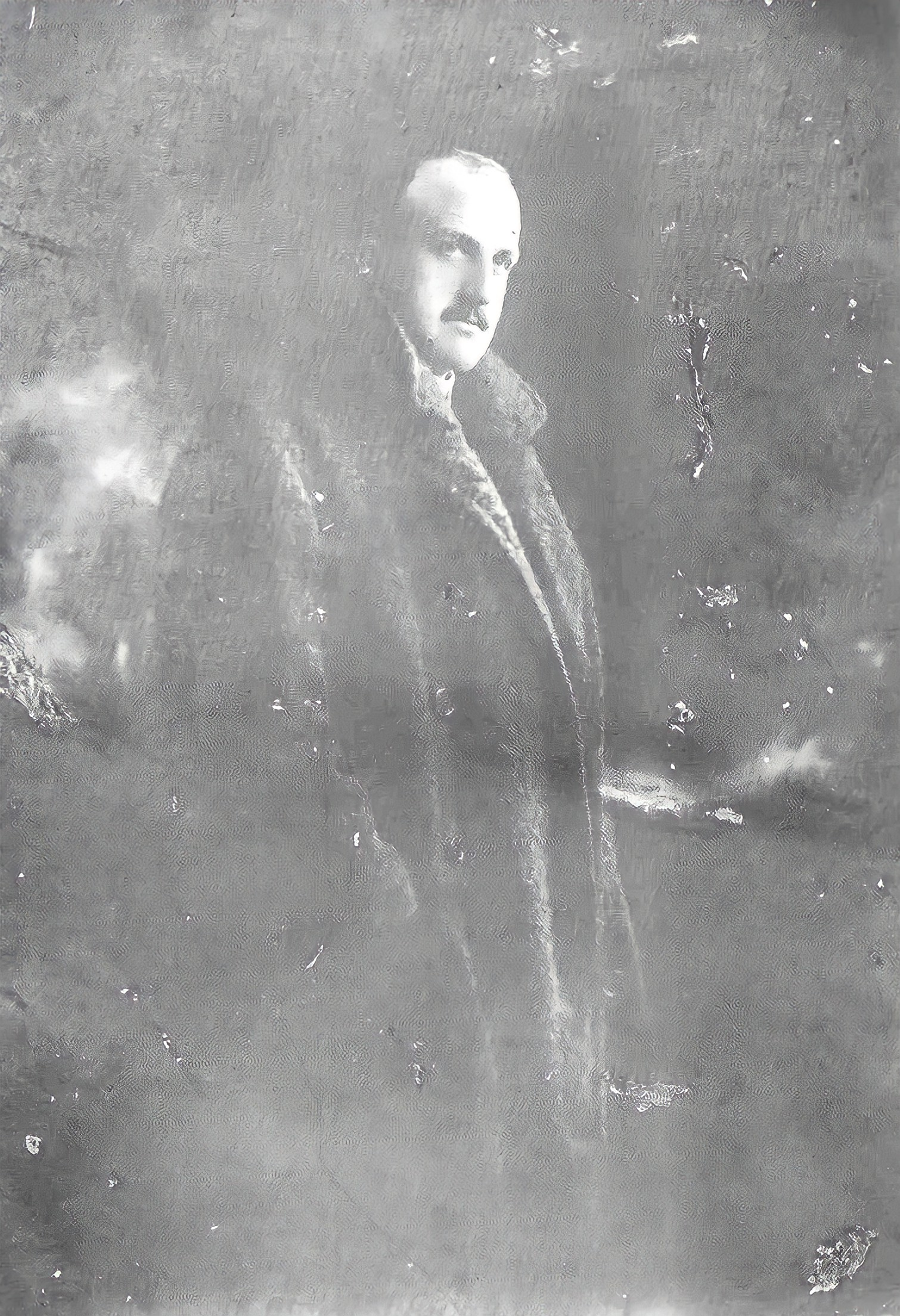
Засновник і перший президент «Фенербахче» Зія Сангюлен

Спортивний клуб було засновано у 1907 році у стамбульському районі Кадикьо́й (відомий як Фенербахче, від тур. fener— маяк, тур. bahçe— сад). Засновниками були місцеві жителі— Бей Зія Сангюлен (1886–1936), Аятула Бей (1888–1919) і Енве́р Неджіп Акане́р (1892–1959). Це спортивне товариство створювалося таємно, уникаючи неприємностей з суворими законами, які діяли у той час в Османській імперії). Адже згідно з рішеннями султана Абду́л Гаміда II, турецькій молоді заборонялося створювати клуби та грати в англійську гру футбол.Першим президентом клубу був обраний Зія Сангюлен, Аятула Бей став першим генеральним секретарем клубу, а Енвер Неджіп Аканер був призначений на посаду капітана клубу.
Маяк, який знаходився біля мису Фенербахче, вплинув на дизайн первісної емблеми клубу, яка складалася з жовтого і білого кольорів, як нарциси, що росли навколо маяка. Так само і перша форма клубу містила кольори цієї рослини, тобто жовто-білі смуги.
У 1910 році логотип клубу модернізував Хікмет Топузер. Він змінив кольори на жовтий і темно-синій, які нині можна побачити на зображенні емблеми клубу.
Діяльність перебувала в нелегальному становищі до реформи 1908 року. Згідно з новим законом всі футбольні клуби були офіційно зареєстровані на законних підставах.

### Футбольний клуб

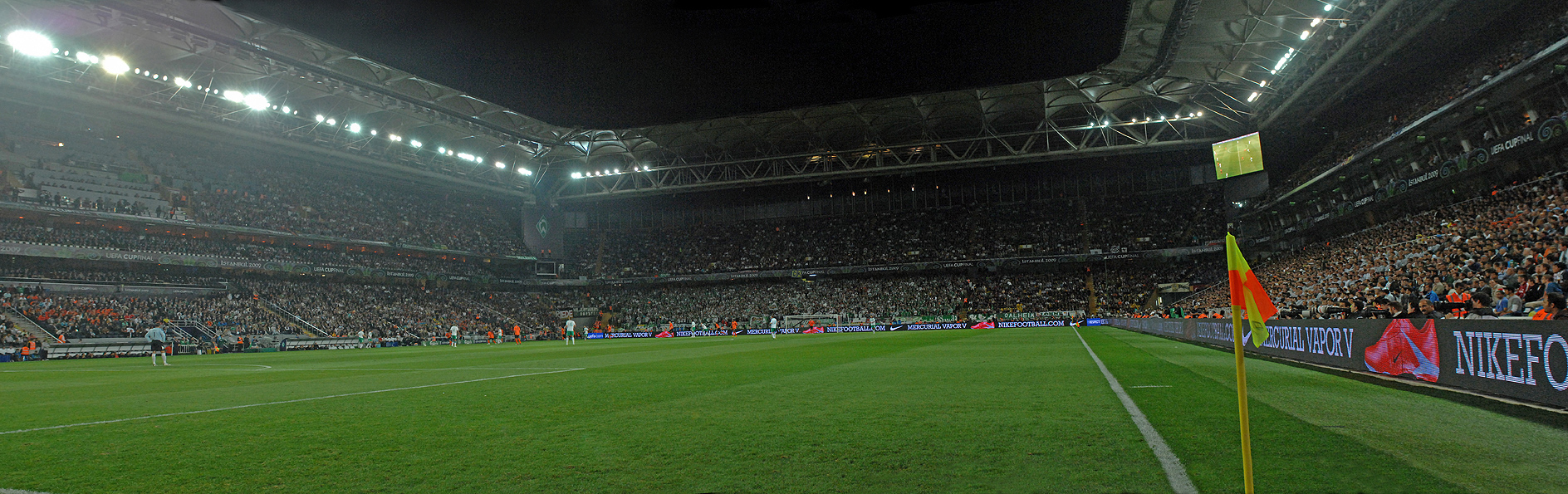
Панорама стадіону «Шюкрю Сараджоглу»

До складу першої футбольної команди спортивного клубу «Фенербахче» входили Асаф, Зія Хасан, Самі, Айєтулла, Мазхар, Нечіп Фетхі, Галіп, Хусейн, Хасан і Невзат. У такому складі команда вступила в лігу Стамбула в 1909 році, посівши п'яте місце в перший рік змагань.
У сезоні 1912/13 команда виграла перший чемпіонат без жодної поразки протягом усього сезону.
Клуб також грав проти співробітників Королівського військово-морського флоту Великої Британії, який окупував Стамбул під час Турецької війни за незалежність. Деякі британські солдати формували свої футбольні команди в Туреччині, які мали особливі назви, як то «Е́ссекс Енжинірз» (англ. Essex Engineers), «А́йріш Ґа́рдс» (англ. Irish Guards), «Гренедьє́з» (англ. Grenadiers) і «Аті́лері» (англ. Artillery). Ці команди грали один проти одного, а також проти місцевих футбольних клубів Стамбула. ФК Фенербахче здобував перемоги у багатьох з цих матчів.

### Баскетбольний клуб
Чоловіки
Баскетбольний чоловічий клуб було засновано у 1914 році.
У 1957 році команда вперше стала чемпіоном Туреччини.
У 1999 році команда грала у 1/8 фіналу плей-офф Євроліги та поступилася мадридському «Реалу».
Команда грала у чвертьфіналі Кубка Корача в 1996 і 2001 роках.
У 2006 році БК Фенербахче об'єднується з чотириразовим чемпіоном Туреччини БК «Улкером», який виграв чотири титули чемпіонату. У перші два роки існування Фенербахче—Улкер команда виграла Турецьку лігу та кваліфікувалася до плей-офф Євроліги у 2008 році.
Влітку 2015 року компанія Ülker припинила спонсорську підтримку клубу, і клуб повернув собі колишню назву.
З 2012 року команда проводить передсезонні товариські матчі з командами НБА.
У 2014 році та 2015 роках команда виступала у «Фіналі чотирьох» Євроліги.
У 2016 та 2018 роках команда ставала фіналістом Євроліги.
У 2017 році став першим турецьким клубом, якому вдалося стати чемпіоном Євроліги, обігравши у фіналі грецький «Олімпіакос».
Жінки
Баскетбольний жіночий клуб було засновано у 1954 році, яка до 1969 року грала у Стамбульській жіночій баскетбольній лізі. Після десятирічного періоду забуття команда в 1978 році знову заявилася для участі в Лізі. Першим успіхом у Туреччині стало чемпіонство у сезоні 1998/99.
Нині стамбульський клуб є «грандом» турецького жіночого баскетболу, причому з 2006 року «Фенербахче» незмінно стає переможцем першості (8 перемог поспіль).
У європейських турнірах статистика турецького клубу йде висхідною. Два поспіль сезони команда виходить до Фіналу чотирьох Кубка Європи. З сезону 2005/06 по 2010/11 «Фенербахче» постійно зупиняється за крок від Фіналу чотирьох Євроліги ФІБА. Але вже в сезоні 2022/23 клуб став чемпіоном Євроліги, володарем Суперкубка Європи.